# Verwaltungsgemeinschaft Altenburger Land
De Verwaltungsgemeinschaft Altenburger Land in het Thüringische Landkreis Altenburger Land is een gemeentelijk samenwerkingsverband waarbij elf gemeenten zijn aangesloten. Het bestuurscentrum bevindt zich in Mehna.

## Deelnemende gemeenten
De volgende gemeenten maken deel uit van de Verwaltungsgemeinschaft 
(Inwoners op 30 juni 2006)
1. Altkirchen (1149)
2. Dobitschen (560)
3. Drogen (167)
4. Göhren (510)
5. Göllnitz (379)
6. Lumpzig (665)
7. Mehna (356)
8. Starkenberg (1219)